# صنوبر متأخر الإثمار
الصنوبر المتأخر الإثمار نوع نباتي شجري من جُنيس الصنوبر الحقيقي يتبع الفصيلة الصنوبرية.

## الانتشار
ينتشر في جنوب شرق الولايات المتحدة.